# DAX

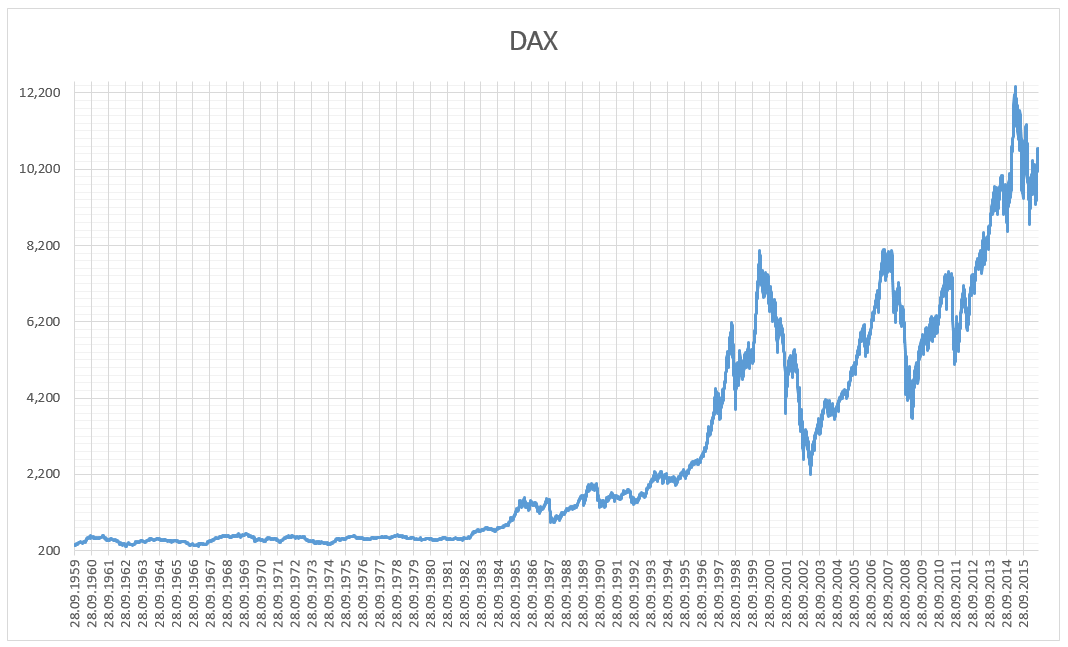
Графік індексу DAX в 1959-2015

DAX (нім. Deutscher Aktienindex; МФА: [daks]) — найважливіший фондовий індекс Німеччини. Індекс розраховується як середнє зважене за капіталізацією цін акцій сорока (до вересня 2021: тридцяти) найбільших акціонерних компаній Німеччини (на основі акцій, що перебувають у вільному обігу). Індекс враховує також дивіденди за акціями , припускаючи, що дивіденд реінвестується в акцію, на яку його нараховано. Таким чином, індекс відображає сумарний дохід на капітал. DAX запроваджено 1 липня 1988 року. Обчислюється компанією Deutsche Börse AG.
При обчисленні DAX застосовуються ціни акцій на електронній біржі Xetra. Індекс обчислюють у робочі дні біржі з 9:00 до 17:30 за Центральноєвропейським часом. Deutsche Börse AG розраховує також індекс L-DAX, який є індикатором змін індексу DAX після закриття торгів на біржі Xetra. Розрахунок L-DAX роблять у робочі дні на основі цін акцій на Франкфуртській біржі з 17:30 до 20:00 за Центральноєвропейським часом.
DAX суттєво впливає на динаміку Європейської валюти. 

## Складові
Список поточних підприємств DAX (станом на 12 серпня 2023 року):
|  | Компані                   | Індустрія                | Символ | Показник (%)1 | Кількість працівників (31.12.2019) |
|  | ------------------------- | ------------------------ | ------ | ------------- | ---------------------------------- |
|  | Adidas                    | Одяг                     | ADS    | 4,6           | 59 533                             |
|  | Airbus                    | Авіабудівництво          | AIR    | 7,01          | 80 985                             |
|  | Allianz                   | Страхування              | ALV    | 8,1           | 147 268                            |
|  | BASF                      | Хімія                    | BAS    | 5,0           | 117 628                            |
|  | Bayer                     | Фармацевтика та хімія    | BAYN   | 7,4           | 103 824                            |
|  | Beiersdorf                | Споживчі товари          | BEI    | 1,1           | 20 624                             |
|  | BMW                       | Автомобілебудування      | BMW    | 2,0           | 133 778                            |
|  | Brenntag                  | Хімія                    | BNR    | 0,74          | 17 500                             |
|  | Commerzbank               | Банкінг                  | CBK    | 0,85          | 47 718                             |
|  | Continental               | Промисловість            | CON    | 1,0           | 241 458                            |
|  | Covestro                  | Хімія                    | 1COV   | 0,6           | 17 201                             |
|  | Daimler Truck             | Автомобілебудування      | DTG    | 1,89          | 100 000                            |
|  | Deutsche Bank             | Банкінг                  | DBK    | 1,9           | 87 597                             |
|  | Deutsche Börse            | Біржі                    | DB1    | 3,1           | 5 964                              |
|  | Deutsche Post             | Логістика                | DPW    | 3,3           | 546 924                            |
|  | Deutsche Telekom          | Телекомунікації          | DTE    | 5,3           | 211 000                            |
|  | E.ON                      | Енергетика               | EOAN   | 2,4           | 78 948                             |
|  | Fresenius                 | Медицина                 | FRE    | 2,0           | 294 134                            |
|  | Hannover Rück             | Страхування              | HNR1   | 1,61          | 3 519                              |
|  | Heidelberg Materials      | Будівельні матеріали     | HEI    | 0,8           | 55 047                             |
|  | Henkel                    | Споживчі товари та хімія | HEN3   | 1,6           | 52 650                             |
|  | Infineon Technologies     | Напівпровідники          | IFX    | 2,8           | 47 400                             |
|  | Mercedes-Benz             | Автомобілебудування      | MBG    | 5,06          | 172 425                            |
|  | Merck                     | Фармацевтика             | MRK    | 1,4           | 57 071                             |
|  | MTU Aero Engines          | Авіабудування            | MTX    | 0,9           | 10 660                             |
|  | Münchener Rück            | Страхування              | MUV2   | 3,5           | 39 662                             |
|  | Porsche AG                | Автомобілебудування      | P911   | 3,22          | 39 162                             |
|  | Porsche Automobil Holding | Холдинг                  | PAH3   | 0,53          | 38                                 |
|  | Qiagen                    | Біотехнології            | QIA    | 0,61          | 6 178                              |
|  | Rheinmetall               | Машинобудування          | RHM    | 0,77          | 25 677                             |
|  | RWE                       | Енергетика               | RWE    | 2,1           | 19 792                             |
|  | SAP                       | Програмне забезпечення   | SAP    | 10,0          | 100 330                            |
|  | Sartorius                 | Біомедична інженерія     | SRT3   | 0,84          | 15 900                             |
|  | Siemens                   | Електротехніка           | SIE    | 8,5           | 385 000                            |
|  | Siemens Energy            | Електротехніка           | ENR    | 0,66          | 92 000                             |
|  | Siemens Healthineers      | Медицина                 | SHL    | 3,62          | 69 500                             |
|  | Symrise                   | Хімія                    | SY1    | 0,88          | 12 043                             |
|  | Volkswagen Group          | Автомобілебудування      | VOW3   | 2,6           | 671 200                            |
|  | Vonovia                   | Нерухомість              | VNA    | 3,0           | 10 345                             |
|  | Zalando                   | Торгівля                 | ZAL    | 0,52          | 16 000                             |